# Balignac
Balignac település Franciaországban, Tarn-et-Garonne megyében. Lakosainak száma 40 fő (2022. január 1.). Balignac Lavit, Montgaillard, Poupas és Puygaillard-de-Lomagne községekkel határos.

## Népesség
A település népességének változása:
| Lakosok száma | 34   | 37   | 41   | 41   | 40   | 40   | 39   | 40   | 40   |
|               | 2013 | 2015 | 2016 | 2017 | 2018 | 2019 | 2020 | 2021 | 2022 |